# Shi Zhengli
Shi Zhengli (石正麗T, 石正丽S; Contea di Xixia, 26 maggio 1964) è una virologa cinese che ricerca coronavirus relativi alla SARS provenienti dai pipistrelli.
Dirige il Centro per le malattie infettive emergenti presso l'Istituto di virologia di Wuhan (WIV), un laboratorio di livello 4 di biosicurezza (BSL-4) situato nel distretto di Jiangxia a Wuhan. Nel 2017 Shi e il suo collega Cui Jie hanno scoperto che il SARS-CoV probabilmente aveva avuto origine in una popolazione di pipistrelli in una remota regione dello Yunnan. È venuta alla ribalta nella stampa popolare come Batwoman durante la pandemia COVID-19 per il suo lavoro con i coronavirus di pipistrello.
Shi è inclusa nella lista delle 100 persone più influenti del 2020 della rivista Time.

## Biografia

### Primi anni e studi
Shi è nata nel 1964 nella contea di Xixia, Henan. Si è laureata in genetica all'Università di Wuhan nel 1987. Ha conseguito la laurea magistrale presso l'Istituto di virologia di Wuhan, l'Accademia cinese delle scienze (CAS) nel 1990 e il dottorato di ricerca presso l'Università Montpellier 2 in Francia nel 2000.

### Carriera
Nel 2005 Shi Zhengli e colleghi hanno scoperto che i pipistrelli sono il serbatoio naturale dei SARS-CoV.
Nel 2008 ha guidato un gruppo di ricerca che ha studiato il legame delle proteine spike di coronavirus simili alla SARS sia naturali che chimerici ai recettori ACE2 nelle cellule di pipistrello umano, zibetto e ferro di cavallo, per determinare il meccanismo con cui la SARS potrebbe essersi riversata negli esseri umani. Nel 2014 ha collaborato a ulteriori esperimenti di mutazione genetica condotti da Ralph S. Baric dell'Università della Carolina del Nord, che hanno dimostrato che due mutazioni critiche possedute dal coronavirus MERS gli consentono di legarsi al recettore ACE2 umano, e che la SARS aveva il potenziale per riemergere dai coronavirus circolanti nelle popolazioni di pipistrelli in natura. Nel 2014 il National Institutes of Health degli Stati Uniti ha posto una moratoria su SARS, MERS e studi sul guadagno di funzione dell'influenza, a causa delle preoccupazioni sui rischi rispetto ai benefici di tale ricerca, revocando questa moratoria nel 2017 dopo la creazione di un nuovo quadro normativo. Zhengli e il suo collega Cui Jie hanno guidato una squadra che ha campionato migliaia di pipistrelli a ferro di cavallo in tutta la Cina. Nel 2017 hanno pubblicato i loro risultati, indicando che tutti i componenti genetici del SARS-CoV esistevano in una popolazione di pipistrelli in una grotta nella provincia dello Yunnan. Mentre nessun singolo pipistrello ospitava il ceppo esatto di virus che ha causato l'epidemia di SARS del 2002-2004, l'analisi genetica ha mostrato che i diversi ceppi spesso si mescolano, suggerendo che la versione umana probabilmente è emersa da una combinazione dei ceppi presenti nella popolazione di pipistrelli.

#### Durante la pandemia di COVID-19
Durante la pandemia di COVID-19, Shi e altri scienziati dell'Istituto hanno formato un gruppo di esperti per la ricerca sul coronavirus 2 da sindrome respiratoria acuta grave (SARS-CoV-2). Nel febbraio 2020 i ricercatori guidati da Shi Zhengli hanno pubblicato un articolo su Nature intitolato A pneumonia outbreak associated with a new coronavirus of probable bat origin, scoprendo che il SARS-CoV-2 è nella stessa famiglia della SARS e che ha Il 96,2% del genoma compatibile con quello del coronavirus noto più strettamente correlato. Nel febbraio 2020 il suo team ha pubblicato un articolo su Cell Research che mostrava che il remdesivir e la clorochina avevano inibito il virus in vitro e hanno richiesto un brevetto per il farmaco in Cina per conto della WIV. La concessione di questo brevetto da parte della Cina ha sollevato preoccupazioni sui diritti di proprietà intellettuale in un contesto internazionale. Shi è coautrice di un articolo che etichetta il virus come il primo Disease X.
Nel febbraio 2020 il South China Morning Post ha riferito che il lavoro decennale di Shi per costruire uno dei più grandi database al mondo di virus legati ai pipistrelli ha dato alla comunità scientifica un "vantaggio" nella comprensione del virus. In un'intervista del marzo 2020 con Scientific American, che l'ha definita la Batwoman della Cina, ha detto che "i coronavirus trasmessi dai pipistrelli causeranno più focolai" e "Dobbiamo trovarli prima che ci trovino". Secondo una colonna di opinione dell'aprile 2020 di Josh Rogin sul Washington Post, i funzionari statunitensi inviati al WIV nel 2018 avevano inviato due diplomatici a Washington che "avvertivano delle debolezze di sicurezza e gestione presso il laboratorio WIV" e "avvertivano anche [ed ] che il lavoro del laboratorio sui coronavirus di pipistrello e la loro potenziale trasmissione umana rappresentasse un rischio di una nuova pandemia simile alla SARS", osservando che si erano incontrati con Shi Zhengli. I principali virologi hanno contestato l'idea che il SARS-CoV-2 fuoriesca da un laboratorio. Peter Daszak dell'EcoHealth Alliance, che studia le malattie infettive emergenti, ha notato che da 1 ai 7 milioni di persone nel sud-est asiatico che vivono o lavorano in prossimità di pipistrelli vengono infettati ogni anno da coronavirus di pipistrello. In un'intervista con Vox Daszak commenta: "Probabilmente ci sono una mezza dozzina di persone che lavorano in quei laboratori. Quindi confrontiamo 1 milione con 7 milioni di persone all'anno a una mezza dozzina di persone; semplicemente non è logico."

## Onorificenze e premi
Shi è un membro della Commissione dei virologi della Società cinese di microbiologia. È redattrice del Consiglio di Virologica Sinica, del Chinese Journal of Virology e del Journal of Fishery Sciences of China.
- Cavaliere dell'Ordine delle Palme accademiche, 2016[31]
- Premio di Stato di Scienze naturali (seconda classe), 2018[32]
- Membro dell'American Academy of Microbiology, febbraio 2019[33]